# Желєзноводськ
Желєзноводськ (рос. Железноводск) — місто (з 1917) в Ставропольському краї Росії.

## Історія
У 1917 році Желєзноводськ отримав статус міста.

## Відомі люди
- Піров Олександр Вікторович — радянський український та російський звукооператор та звукорежисер.
- Сміян Світлана Іванівна — українська вчена у галузі ревматології, докторка медичних наук.